# Печора (аеропорт)
Печора  — аеропорт однойменного міста в Республіці Комі, Росія. Розташований у річковій частині міста.

## Історія

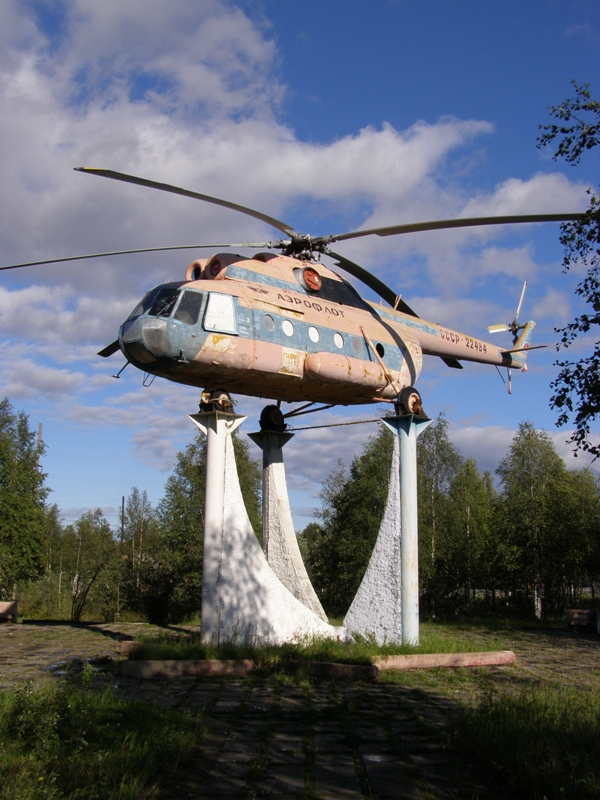
Пам'ятник гелікоптеру Мі-8 (CCCP-22484) у сквері перед аеропортом

За клопотанням Ради Міністрів Комі АРСР Рада Міністрів СРСР своїм розпорядженням від 10 березня 1952 року дозволила провести відведення земельної ділянки під будівництво аеродрому ГВФ у Канінському лісництві Кожвинського лісгоспу площею 102 га. 1 жовтня 1952 року на льотне поле здійснив посадку перший літак Лі-2. Відкрилася нова повітряна траса Сиктивкар — Ухта — Печора.
1956 року авіапідприємство було перебазовано з Канінського лісництва до Печори, на новий аеродром. З 1967 року аеропорт став приймати літаки Ан-10, Ан-12, Ан-24, з 1974 року — Іл-14, Як-40, з 1993 року — Ан-26. У середині 1990-х років недовго виконувався рейс Печора — Москва, на літаках Як-42. Також аеропорт експлуатував вертольоти Мі-1, Мі-2, Мі-4, Мі-6, Мі-8, Мі-10. Монумент гелікоптер Мі-8 встановлений навпроти будівлі пасажирського терміналу у парковій зоні.
В 2022 аеродром Печора був виключений з реєстру російських аеродромів цивільної авіації.
Класифікаційне число ЗПС (PCN) 17/R/B/X/U.

## Показники діяльності
| рік       | 2014 | 2015 | 2016 | 2017 |
| пасажирів | 8882 | 8388 | 5978 | 5088 |
| Джерела:  |      |      |      |      |

## Авіакомпанії
В аеропорту працює авіакомпанія Коміавіатранс.

## Напрями
| Авіакомпанія  | Пункт призначення  |
| ------------- | ------------------ |
| Комиавиатранс | Сиктивкар, Воркута |